# Episodi di Pure Genius
La prima e unica stagione della serie televisiva Pure Genius è stata trasmessa in prima visione negli Stati Uniti d'America da CBS dal 27 ottobre 2016 al 26 gennaio 2017.
In Italia, la stagione è inedita.
| nº | Titolo originale                                    | Titolo italiano | Prima TV USA     | Prima TV Italia |
| -- | --------------------------------------------------- | --------------- | ---------------- | --------------- |
| 1  | Pilot                                               |                 | 27 ottobre 2016  |                 |
| 2  | It's Your Friendly Neighborhood Spider Silk Surgery |                 | 3 novembre 2016  |                 |
| 3  | You Must Remember This                              |                 | 10 novembre 2016 |                 |
| 4  | Not Your Grandmother's Robotic Surgery              |                 | 17 novembre 2016 |                 |
| 5  | Fire and Ice                                        |                 | 24 novembre 2016 |                 |
| 6  | Bunker Hill, We Have a Problem                      |                 | 1º dicembre 2016 |                 |
| 7  | A Bunker Hill Christmas                             |                 | 8 dicembre 2016  |                 |
| 8  | Around the World in Eight Kidneys                   |                 | 15 dicembre 2016 |                 |
| 9  | Grace                                               |                 | 1º gennaio 2017  |                 |
| 10 | Hero Worship                                        |                 | 5 gennaio 2017   |                 |
| 11 | Touch and Go                                        |                 | 12 gennaio 2017  |                 |
| 12 | I Got This                                          |                 | 19 gennaio 2017  |                 |
| 13 | Lift Me Up                                          |                 | 26 gennaio 2017  |                 |